# Équipe du Mali de football à la Coupe d'Afrique des nations 2021
L’équipe du Mali de football participe à la Coupe d'Afrique des nations 2021 organisée au Cameroun du 9 janvier au 6 février 2022. Il s'agit de la 12e participation des Aigles, emmenés par Mohamed Magassouba. Ils sont éliminés en huitième de finale par la Guinée équatoriale aux tirs au but.

## Qualifications
Le Mali est placé dans le groupe A des qualifications qui se déroulent de novembre 2019 à mars 2021. Ces éliminatoires sont perturbés par l'épidémie de covid-19. Les Aigles se qualifient dès la quatrième journée.
| Rang | Équipe  | Pts | J | G | N | P | Bp | Bc | Diff |  | Résultats (▼ dom., ► ext.) |     |     |     |     |
| ---- | ------- | --- | - | - | - | - | -- | -- | ---- |  | -------------------------- | --- | --- | --- | --- |
| 1    | Mali    | 13  | 6 | 4 | 1 | 1 | 10 | 4  | +6   |  | Mali                       |     | 2-2 | 1-0 | 3-0 |
| 2    | Guinée  | 11  | 6 | 3 | 2 | 1 | 8  | 5  | +3   |  | Guinée                     | 1-0 |     | 2-0 | 1-0 |
| 3    | Namibie | 9   | 6 | 3 | 0 | 3 | 8  | 7  | +1   |  | Namibie                    | 1-2 | 2-1 |     | 2-1 |
| 4    | Tchad   | 1   | 6 | 0 | 1 | 5 | 2  | 12 | -10  |  | Tchad                      | 0-2 | 1-1 | 0-3 |     |

| 1re journée                | Mali                            | 2 - 2 | Guinée                   |                          |                          |
| 14 novembre 2019 19h00 UTC | A. Traoré 56e · Sylla 71e (csc) | (0-0) | 66e N. Keita · 75e Condé | Stade du 26-Mars, Bamako | Stade du 26-Mars, Bamako |

| 2e journée                   | Tchad | 0 - 2   | Mali                          |                                                 |                                                 |
| 17 novembre 2019 13h00 UTC+1 |       | (0 - 2) | 14e Djenepo · 45+4e M. Camara | Stade omnisports Idriss-Mahamat-Ouya, N'Djaména | Stade omnisports Idriss-Mahamat-Ouya, N'Djaména |

| 3e journée       | Mali                      | 1 - 0   | Namibie |                          |                          |
| 13 novembre 2020 | El Bilal Touré 33e (pen.) | (1 - 0) |         | Stade du 26-Mars, Bamako | Stade du 26-Mars, Bamako |

| 4e journée       | Namibie      | 1 - 2   | Mali                    |  |  |
| 17 novembre 2020 | Kambindu 39e | (1 - 2) | 12e Koïta · 37e Doumbia |  |  |

| 5e journée   | Guinée     | 1 - 0   | Mali |                                                             |                                                             |
| 22 mars 2021 | Soumah 75e | (0 - 0) |      | Stade du 28-Septembre, Conakry Arbitrage : Youssef Essrayri | Stade du 28-Septembre, Conakry Arbitrage : Youssef Essrayri |

| 6e journée   | Mali | 3 - 0     | Tchad |  |  |
| 29 mars 2021 |      | (Forfait) |       |  |  |

### Statistiques

#### Buteurs
Les Maliens ont inscrit sept buts durant ces éliminatoires, marqués par six joueurs différents, ainsi que par le Guinéen Issiaga Sylla contre son camp.
| Buts | Joueurs                                                                                   |
| ---- | ----------------------------------------------------------------------------------------- |
| 1    | Mohamed Camara, Moussa Djenepo, Moussa Doumbia, El Bilal Touré, Sékou Koïta, Adama Traoré |
| csc  | Issiaga Sylla                                                                             |

## Préparation
Le 29 décembre 2021, l'équipe du Mali se rend en Arabie saoudite pour un stage de préparation de 10 jours. En raison de nombreux cas de covid-19, les matchs amicaux contre le Malawi et la Côte d'Ivoire sont annulés.

## Compétition

### Tirage au sort
Le tirage au sort de la CAN 2021 est effectué le 17 août 2021 à Yaoundé. Le Mali, 53e nation au classement FIFA, est placé dans le chapeau 2. Le tirage place les Aigles dans le groupe F, avec la Tunisie (chapeau 1, 30e au classement Fifa), la Mauritanie, (chapeau 3, 103e) et la Gambie (chapeau 4, 150e).

### Effectif
Le 25 décembre 2021, Mohamed Magassouba annonce la liste des 28 joueurs retenus.

### Premier tour
Le Mali remporte son premier match (1-0) face à la Tunisie, grâce à un penalty d'Ibrahima Koné, tandis que Wahbi Khazri en a raté un pour la Tunisie. Ce match suscite une polémique parce que l'arbitre zambien Janny Sikazwe a sifflé la fin de la rencontre une première fois à la 85e minute, puis définitivement à la 89e minute. De nombreuses sources indiquent que l'arbitre du match aurait été victime d'une insolation.
Le Mali domine le deuxième match face à la Gambie mais doit attendre la 79e minute pour ouvrir le score, sur un nouveau pénalty de Ibrahima Koné. Les Gambiens égalisent à la fin du temps réglementaire, sur un autre pénalty, obtenu pour une main de Yves Bissouma et transformé par Musa Barrow.
Les Aigles sont assurés de leur qualification pour les huitièmes de finale avant de disputer le dernier match de poules. Ils s'imposent facilement contre la Mauritanie (2-0) et prennent la première place du groupe.
| Rang | Équipe     | Pts | J | G | N | P | Bp | Bc | Diff |  | Résultats (▼ dom., ► ext.) |  |     |     |     |
| ---- | ---------- | --- | - | - | - | - | -- | -- | ---- |  | -------------------------- |  | --- | --- | --- |
| 1    | Mali       | 7   | 3 | 2 | 1 | 0 | 4  | 1  | +3   |  | Mali                       |  | 1-1 | 1-0 | 2-0 |
| 2    | Gambie     | 7   | 3 | 2 | 1 | 0 | 3  | 1  | +2   |  | Gambie                     |  |     | 1-0 | 1-0 |
| 3    | Tunisie    | 3   | 3 | 1 | 0 | 2 | 4  | 2  | +2   |  | Tunisie                    |  |     |     | 4-0 |
| 4    | Mauritanie | 0   | 3 | 0 | 0 | 3 | 0  | 7  | -7   |  | Mauritanie                 |  |     |     |     |

     Équipe qualifiée ou victorieuse; Pts = points; J = joués; G = gagnés; N = nuls; P = perdus;
Bp = buts pour; Bc = buts contre; Diff = différence de buts
| Match 10                  | Tunisie                     | 0 - 1   | Mali                                    | Stade de Limbé, Limbé                                       |                                                             |
| 12 janvier 2022 14h00 WAT |                             | (0 - 0) | 48e (pen.) Koné                         | Arbitrage : Janny Sikazwe Arbitre vidéo : Fernando Guerrero | Arbitrage : Janny Sikazwe Arbitre vidéo : Fernando Guerrero |
| 12 janvier 2022 14h00 WAT | Mathlouthi 22e · Skhiri 47e | Rapport | 18e H. Traoré · 33e Djenepo · 87e Touré | Arbitrage : Janny Sikazwe Arbitre vidéo : Fernando Guerrero | Arbitrage : Janny Sikazwe Arbitre vidéo : Fernando Guerrero |

| Match 21                  | Gambie                      | 1 - 1   | Mali                                         | Stade de Limbé, Limbé     |                           |
| 16 janvier 2022 14h00 WAT | Barrow 90e (pen.)           | (0-0)   | 79e (pen.) Koné                              | Arbitrage : Samir Guezzaz | Arbitrage : Samir Guezzaz |
| 16 janvier 2022 14h00 WAT | Marreh 24e · Badamosi 90+4e | Rapport | 20e L. Coulibaly · 40e Djenepo · 43e Haïdara | Arbitrage : Samir Guezzaz | Arbitrage : Samir Guezzaz |

| Match 36                  | Mali                            | 2 - 0   | Mauritanie               | Stade de Japoma, Douala                                 |                                                         |
| 20 janvier 2022 20h00 WAT | M. Haïdara 2e · Koné 49e (pen.) | (1 - 0) |                          | Arbitrage : Bernard Camille Arbitre vidéo : Adil Zourak | Arbitrage : Bernard Camille Arbitre vidéo : Adil Zourak |
| 20 janvier 2022 20h00 WAT | Bissouma 60e                    | Rapport | 48e Abeid · 78e I. Thiam | Arbitrage : Bernard Camille Arbitre vidéo : Adil Zourak | Arbitrage : Bernard Camille Arbitre vidéo : Adil Zourak |

### Phase à élimination directe
| Match 44                  | Mali                                                                             | 0 - 0                 | Guinée équatoriale                                              | Stade de Limbé, Limbé                                  |                                                        |
| 26 janvier 2022 20h00 WAT |                                                                                  | (0 - 0, 0 - 0, 0 - 0) |                                                                 | Arbitrage : Bakary Gassama Arbitre vidéo : Adil Zourak | Arbitrage : Bakary Gassama Arbitre vidéo : Adil Zourak |
| 26 janvier 2022 20h00 WAT | Doumbia 78e                                                                      | Rapport               | 23e Ibán Salvador · 32e Josete · 43e Ganet · 74e Bikoro ·       | Arbitrage : Bakary Gassama Arbitre vidéo : Adil Zourak | Arbitrage : Bakary Gassama Arbitre vidéo : Adil Zourak |
| 26 janvier 2022 20h00 WAT | A. N. Traoré · Djenepo · M. Haïdara · H. Traoré · Touré · Dieng · Camara · Sacko | Tirs au but 5 - 6     | Nsue · Belima · Akapo · Buyla · Ganet · Coco · Salvador · Eneme | Arbitrage : Bakary Gassama Arbitre vidéo : Adil Zourak | Arbitrage : Bakary Gassama Arbitre vidéo : Adil Zourak |

### Statistiques

#### Buteurs
| Buts | Joueurs          | Adversaires                           |
| ---- | ---------------- | ------------------------------------- |
| 3    | Ibrahima Koné    | Tunisie (1) Gambie (1) Mauritanie (1) |
| 1    | Massadio Haïdara | Mauritanie (1)                        |